# Edcouch, Texas
Edcouch là một thành phố thuộc quận Hidalgo, tiểu bang Texas, Hoa Kỳ. Năm 2010, dân số của xã này là 3161 người.

## Dân số
- Dân số năm 2000: 3342 người.
- Dân số năm 2010: 3161 người.